# Club Atlético Huracán de Tres Arroyos
Il Club Atlético Huracán de Tres Arroyos, o semplicemente Huracán de Tres Arroyos, è una società calcistica argentina con sede nella città di Tres Arroyos, nella provincia di Buenos Aires. Milita nel Torneo Argentino A, divisione regionale della terza serie del calcio argentino.

## Storia
Fondato il 3 gennaio 1923, è il club principale della città di Tres Arroyos e uno dei principali della parte meridionale della provincia di Buenos Aires.
Vanta un'apparizione nella massima serie argentina, nella stagione 2004-2005, terminata all'ultimo posto per media-punti e con la conseguente retrocessione in Primera B Nacional.
Nel 2006-2007 vengono retrocessi nel Torneo Argentino A, dove milita tuttora.

## Palmarès

### Competizioni nazionali
- Torneo Argentino B: 1

1998-1999
- Torneo Argentino A: 1

2001

### Altri piazzamenti
- Primera B Nacional:

Terzo posto: 2001-2002, 2003-2004